# Carl Björnstjerna (1817–1888)
Carl Magnus Ludvig Björnstjerna, född 20 november 1817 i Stockholm, död 19 juni 1888 på Almare-Stäkets gård i Stockholms-Näs församling, var en svensk greve, militär, överhovstallmästare och riksdagsman.

## Biografi
Björnstjerna utnämndes 1836 till underlöjtnant vid Livgardet till häst, tog 1838 kansliexamen i Uppsala, blev 1839 ordonnansofficer hos Karl XIV Johan, 1849 adjutant hos Oscar I, och 1853 kabinettskammarherre. År 1858 utnämndes han till överste vid Husarregementet Konung Karl XV, varifrån han transporterades 1864 till sekundchef för Livgardet till häst. Han blev samma år generalmajor, 1872 inspektör för kavalleriet och 1876 generallöjtnant. Han var 1874 ordförande i den kommitté, som utarbetade förslag till veterinärväsendets nya organisation.
Björnstjerna deltog framträdande i ståndsriksdagarna 1844–1866, där han tillhörde den del av den i politisk mening konservativa fraktionen, som på åtskilliga andra områden - speciellt i fråga om handels- och näringslagstiftningen - stödde mera reformvänliga tendenser. Han var även ombud vid 1868 års kyrkomöte, där han uppträdde som kämpe för en vidgad kyrklig frihet och fördragsamhet. 1873–1884 var han representant för Stockholms stad i andra kammaren, och tillhörde där den mot lantmannapartiet oppositionella "intelligensen". Han deltog även aktivt i Stockholms kommunala liv, bland annat som stadsfullmäktig. Han var under åren 1872–1885 ordförande i Militärsällskapet i Stockholm.

## Familj
Carl Björnstjerna var son till generalen Magnus Fredrik Ferdinand Björnstjerna och dennes hustru Elisabet Charlotta född i friherrliga ätten von Stedingk samt bror till utrikesstatsministern Oscar Björnstjerna och till generalmajoren Roger Björnstjerna. Den 11 mars 1841 gifte sig Carl Björnstjerna i Stockholm med sin kusin friherrinnan Ulrika Sofia Charlotta af Ugglas (född 23 november 1818 i Stockholm, död där 10 mars 1873). Hon var dotter till statsrådet, en av rikets herrar, greve Pehr Gustaf af Ugglas ] (1784–1853), och friherrinnan Sofia Teresia von Stedingk.
Barn: 
- Elisabet Charlotta Teresia (1842–1849).
- Carl Magnus Gustaf (1844–1906), greve vid faderns död 1888, generalkonsul.
- Gustaf Magnus Oskar Roger (1847–1942), greve vid äldre broderns död 1906, överste.
- Charlotta Elisabet Maria Vilhelmina (Lotten) (1851–1881), ogift, död på Ulfhäll vid Strängnäs.
- Marie Therese Elisabet Ulla (1859–1943), ägare av del i Löfstaholm, död på Almare-Stäket.

## Carl Björnstjerna som person
För sin personliga del var Björnstjerna avgjord nykterhetsvän, även om han inte alltid tyckte om de åtgärder som man föreslog för att bekämpa rusdryckerna. I kyrkliga frågor tillhörde han den minoritet som förordade större fördragsamhet och frihet. Han var medlem av 1868 års kyrkomöte och samverkade ofta med Viktor Rydberg och i religiöst hänseende omfattade han en "varmhjärtad, tolerant och vidsynt kristendom". Han utsågs till hederspresident i sitt kyrkoråd i den Tyska S:ta Gertruds församlingen i Stockholm i Tyska kyrkan, S:ta Gertruds kyrka. Församlingen tilldelade honom 1887 en medalj i guld, präglad till hans ära och med hans bröstbild.
Carl Björnstjerna arbetade också med kommunala uppdrag. I många år var han ledamot i Stockholms stadsfullmäktige och drätselnämnd och han var ordförande i drätselnämndens första avdelning. Under hans tid som ordförande fastställdes en ny stadsplan, Lindhagenplanen, för huvudstadens olika stadsdelar.
Björnstjerna ägnade mycket omsorg åt sina egendomar, främst Almare-Stäkets gård på Stäksön i nuvarande Upplands-Bro kommun mellan Stäket och Kungsängen, "som han älskade mycket och där han långa tider vistades". "Hans humanitet gjorde sig här gällande, gentemot de underlydande liksom hans praktiska ordningssinne vid övervakandet av jordbrukets skötsel. En ädling av fin bildning, stor fackkunskap och mycken duglighet — så har Carl Björnstjerna blivit karakteriserad, och det omdömet torde icke kunna iävas."

## Utmärkelser

### Svenska utmärkelser
- Riddare och kommendör av Kungl. Maj:ts Orden (Serafimerorden), 1 december 1887.[8]
- Kommendör med stora korset av Svärdsorden, 14 maj 1873.[8]
- Kommendör av Svärdsorden, 3 juli 1866.[8]
- Riddare av Svärdsorden, 28 januari 1859.[8]

### Utländska utmärkelser
- Riddare av Brittiska Strumpebandsorden,[8]
- Kommendör av Danska Dannebrogorden, 1869.[8]
- Storofficer av Italienska Sankt Mauritius- och Lazarusorden,[8]
- Storkorset av Norska Sankt Olavs orden, 21 januari 1879.[8]
- Riddare av Nederländska Lejonorden, 1 januari 1850.[8]
- Riddare av första klassen av Ryska Sankt Annas orden, 1873.[8]
- Riddare av tredje klassen av Ryska Sankt Stanislausorden, 1866.[8]
- Storkommendör av Tunesiska Äransorden,[8]